# Villaflores (Chiapas)
Pour les articles homonymes, voir Villaflores.
Villaflores est une municipalité du Chiapas, au Mexique. Elle couvre une superficie de 1 232 km2 et compte 104 833 habitants en 2015.